# Margaret Kemp-Welch
Margaret Drury Kemp-Welch (maart 1874 - Brighton, 15 januari 1968) was een Brits kunstenares. Haar specialiteit was landelijke, sprookjesachtige tekeningen, waterverfschilderijen en etsen. 
Het werk omvatte onder meer:
- drie pentekeningen bij Frank Bridges Drie miniatuurpastoralen, set 1
- tekeningen, ontwerp en libretto bij Bridges enige opera The Christmas Rose
- tekeningen op het altaar in de kerk van Georgeham.
- een tekening van de Kaasmarkt in Alkmaar

Tentoonstellingen van haar vonden plaats in de Royal Academy en in de Paris Salon te Londen. Haar werken worden nog steeds geveild.
Margaret Kemp-Welch was een nicht van de veel bekendere Lucy Kemp-Welch en Edith Kemp-Welsh (die onbekender bleef). Zij groeide op in Kensington en kreeg haar opleiding aan de Royal Academy. 